# Kwas dimerkaptobursztynowy
Kwas 2,3-dimerkaptobursztynowy, DMSA – organiczny związek chemiczny z grupy kwasów karboksylowych, zawierający dwie wicynalne grupy tiolowe (−SH). Jest związkiem związkiem chelatującym wiele jonów metali ciężkich. Podobnie jak kwas winowy ma dwa centra asymetrii i może tworzyć 3 stereoizomery: R,R, S,S i R,S (forma mezo).
|       |                      |       |
| 2R,3R | 2R,3S ≡ 2S,3R (mezo) | 2S,3S |

Kwas mezo-2,3-dimerkaptobursztynowy wykorzystywany jest jako środek odtruwający w leczeniu zatruć ołowiem (ołowica) i rtęcią (rtęcica). Metoda ta została zaproponowana w roku 1965 przez naukowców chińskich, a rozwinięta i wprowadzona w krajach zachodnich w połowie lat 80. XX w. przez Josepha Graziano. Amerykańska FDA dopuściło DMSA do stosowania pediatrycznego w przypadku przekroczenia poziomu 450 μg/l rtęci we krwi. DMSA usuwa rtęć z całego ciała, z wyjątkiem mózgu, ponieważ nie przekracza bariery krew–mózg.